# Pfarrkirche Rohrbach bei Mattersburg

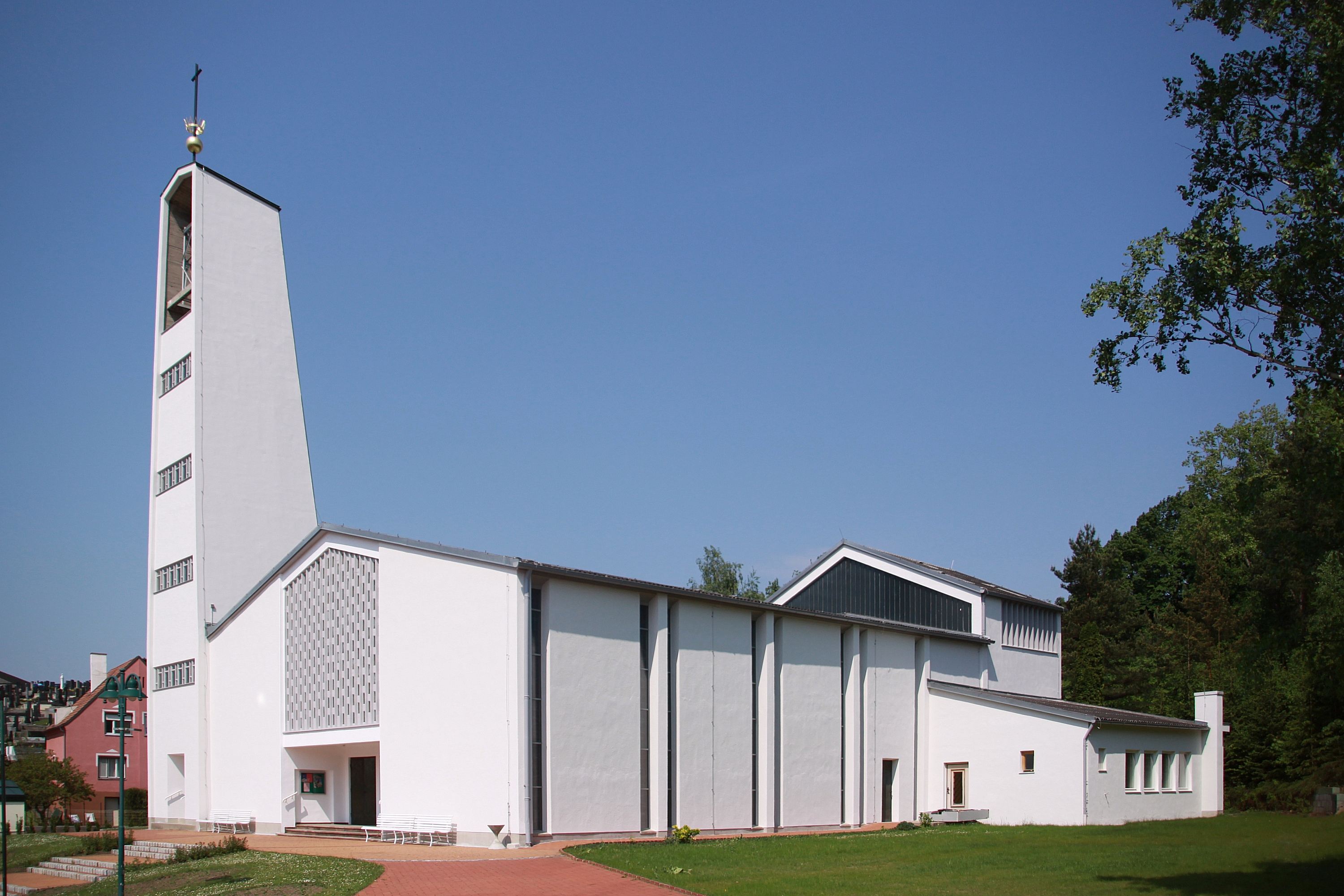
Kath. Pfarrkirche hl. Sebastian in Rohrbach bei Mattersburg

Die römisch-katholische Pfarrkirche Rohrbach bei Mattersburg steht in der Marktgemeinde Rohrbach bei Mattersburg im Bezirk Mattersburg im Burgenland. Die Pfarrkirche hl. Sebastian gehört zum Dekanat Mattersburg in der Diözese Eisenstadt.

## Geschichte
Die neue Pfarrkirche wurde unterhalb des Kirchhügels von 1959 bis 1962 nach den Plänen des Architekten Josef Patzelt erbaut. Die alte Pfarrkirche auf dem Hügel wurde 1970 nach einem Gemeinderatsbeschluss abgetragen. Anstelle der alten Pfarrkirche wurde eine neue Leichenhalle erbaut.

## Ausstattung
Es gibt ein Ölbild Türkenbild mit einer Inschrift zur Errettung aus türkischer Gefangenschaft 1683, ein Bild der Heiligen Familie, ein Bild der heiligen Rosalia und ein Bild der Anna selbdritt, alle mit Akanthusrahmen und aus dem 18. Jahrhundert. Ein neuzeitliches Bild des heiligen Sebastian malte R. Steiner. Die Türe an der Rückwand der Kanzel zeigt ein Relief Guter Hirte aus dem 18. Jahrhundert. von 1965 bis 2024 befand sich in dieser Kirche eine Orgel von Herbert Hubert aus Eisenstadt mit 15 Registern. 2024/25 wird nunmehr die Orgel aus 1983 der Klosterkirche der Franziskanerinnen in Bad-Waldsee-Reute in Rohrbach bei Mattersburg aufgestellt.
Der Weihwasserkessel ist mit H.S.W. 1664 bezeichnet.